# Maino Neri
Maino Neri (Modena, 30 de junho de 1924 - Modena, 8 de dezembro de 1995) foi um futebolista italiano. Neri atuava como um meio-defensivo na época, atualmente chamado de volante. Era um jogador marcador, mas sempre leal.

## Carreira
Atuou dez anos de sua carreira no Modena Football Club atuando em mais de 200 jogos. Em 1951 se transferiu para o tradicional Football Club Internazionale Milano onde jogou até 1955, ano em que se aposentou dos gramados. Fez parte do elenco da Azurra na Copa do Mundo FIFA de 1954, na Suíça, ele fez duas partidas.